# Yangdong (Corée du Sud)
Pour les articles homonymes, voir Yangdong.
Le village historique de Yangdong est un village traditionnel de la dynastie Chosŏn. Le village est situé à Gangdong-myeon (en), à 16 km au nord de Gyeongju, dans la province de Gyeongsang du Nord au bord de la rivière Hyeongsan (en). Le mont Seolchang se trouve au nord du village. Le village a été désigné « matériel folklorique important N° 189 » par le gouvernement sud-coréen. Depuis 2010, il est inscrit sur la liste du patrimoine mondial de l'UNESCO en compagnie du village historique de Hahoe. La taille, le degré de préservation, les nombreux atouts culturels, le traditionalisme ainsi que la beauté naturelle du site contribuent à l'importance du village de Yangdong. C'est aussi un bel exemple du mode de vie yangban de l'aristocratie et des traditions néo-confucéennes.
Le village a été fondé par Son So. Cet établissement du clan Son de Wolseong était placé sur un site propice suivant la théorie coréenne du pungsu (géomancie). Son So et sa femme, la fille de Yu Bokha, eurent une fille qui se maria avec Yi Beon de la famille des Yi de Yeogang. Cette union donna naissance à l'un des dix-huit sages de la Corée, Yi Eon-jeok (en) (1491-1553).
Le village de Yangdong existe donc depuis le XVe siècle. Bien que certaines parties du village soient inoccupées, il contient plus de 160 maisons construites dans la forêt avec des toits couverts de tuiles ou de chaume. 55 maisons historiques âgées de plus de 200 ans ont été préservées. Le village conserve les coutumes populaires ainsi que les bâtiments traditionnels de l'architecture de la dynastie Chosŏn. Le Seobaekodang est la première maison de la famille des Son de Wolseong. Le Mucheomdang (trésor national no 411) est la première maison de la famille des Yi de Yeogang. Ces maisons, tout comme celles de leurs descendants, sont bâties en hauteur. Les maisons des habitants des classes inférieures, reconnaissables par leur toit en chaume, sont construites en contrebas. L'organisation du village reflète la sévère stratification sociale caractéristique de l'époque Chosŏn. Le village suit la topographie des montagnes et des vallées dessinant ainsi un sinogramme propice. Cet arrangement a été conservé avec soin.

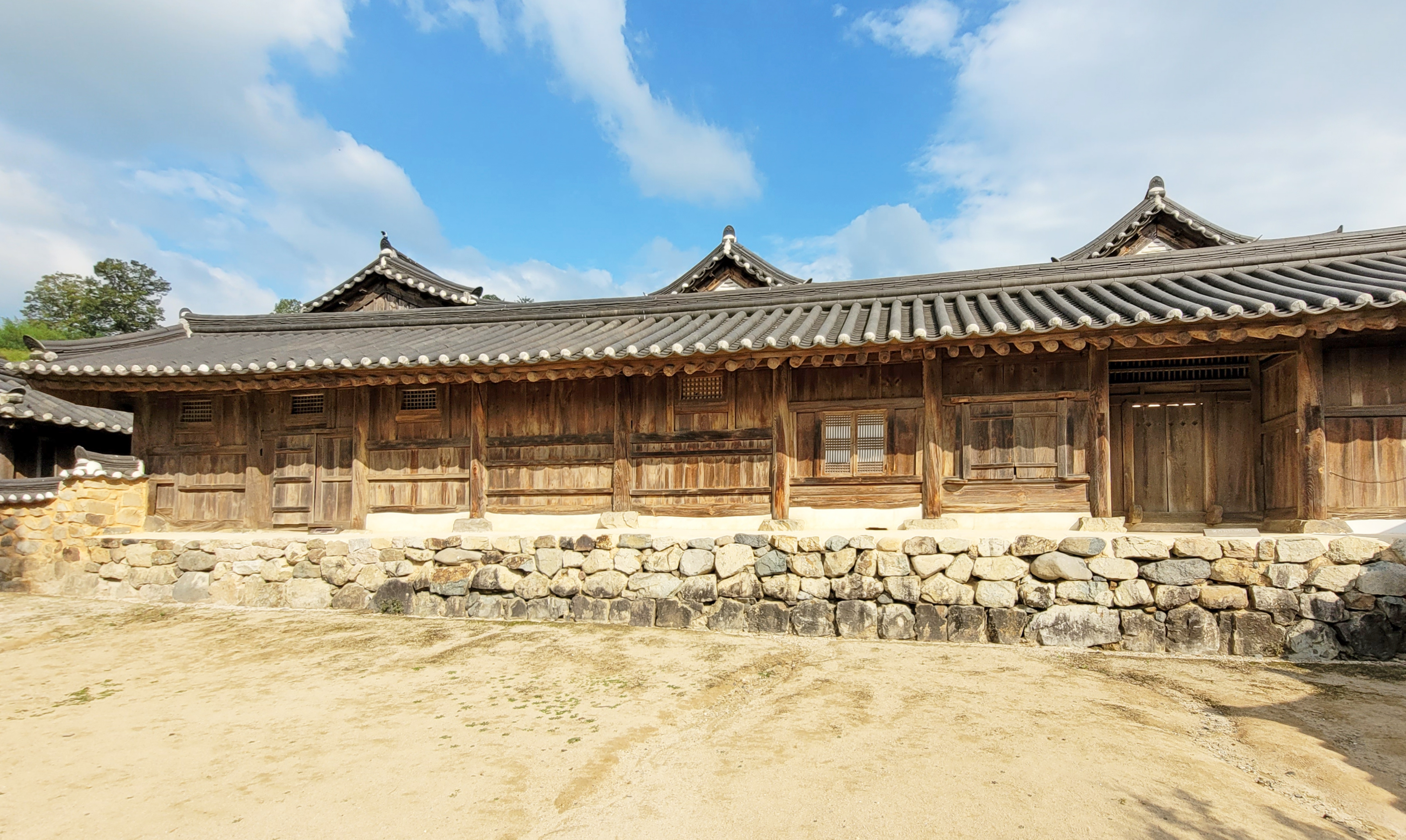
Maison Hyangdan
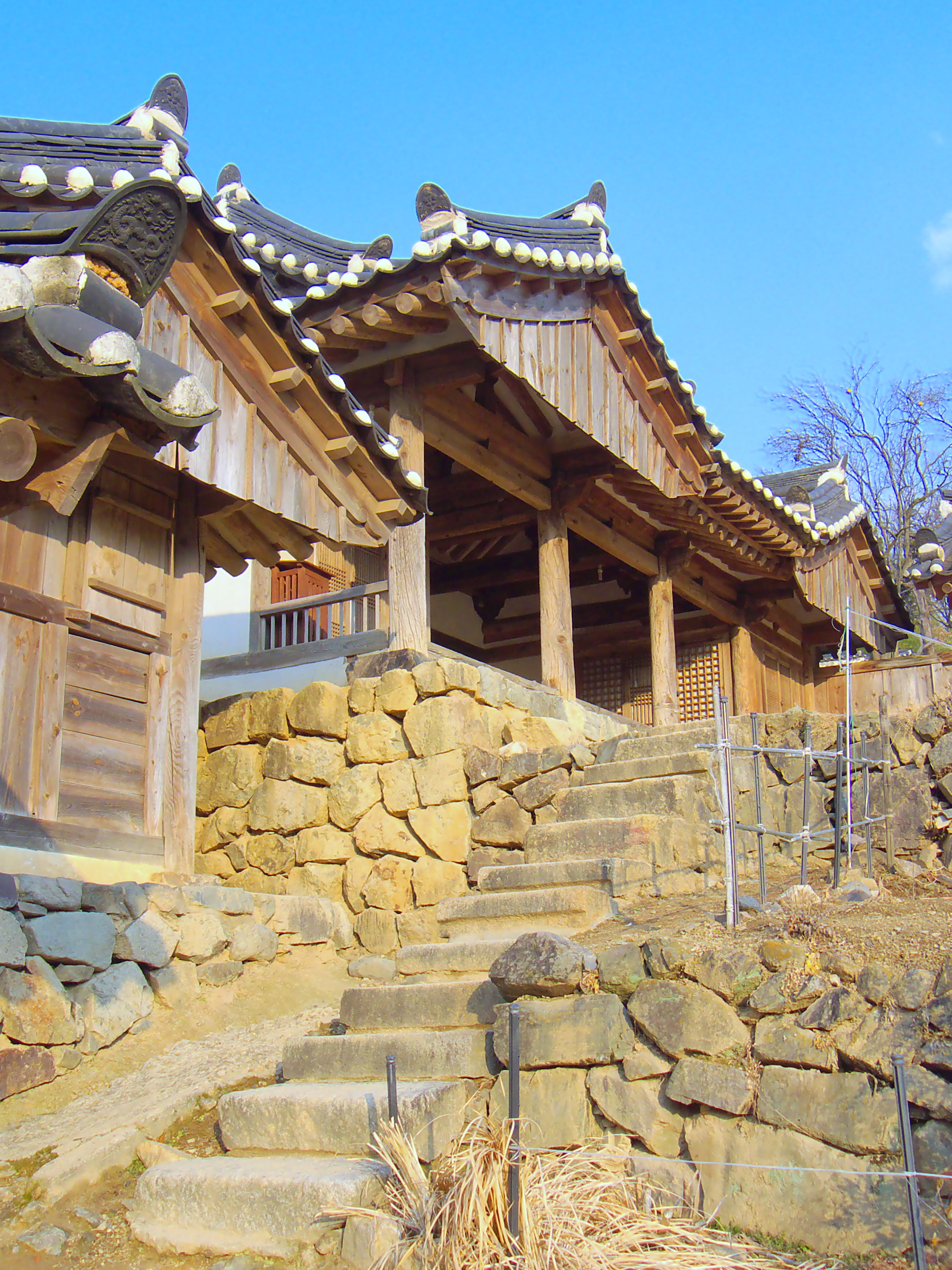
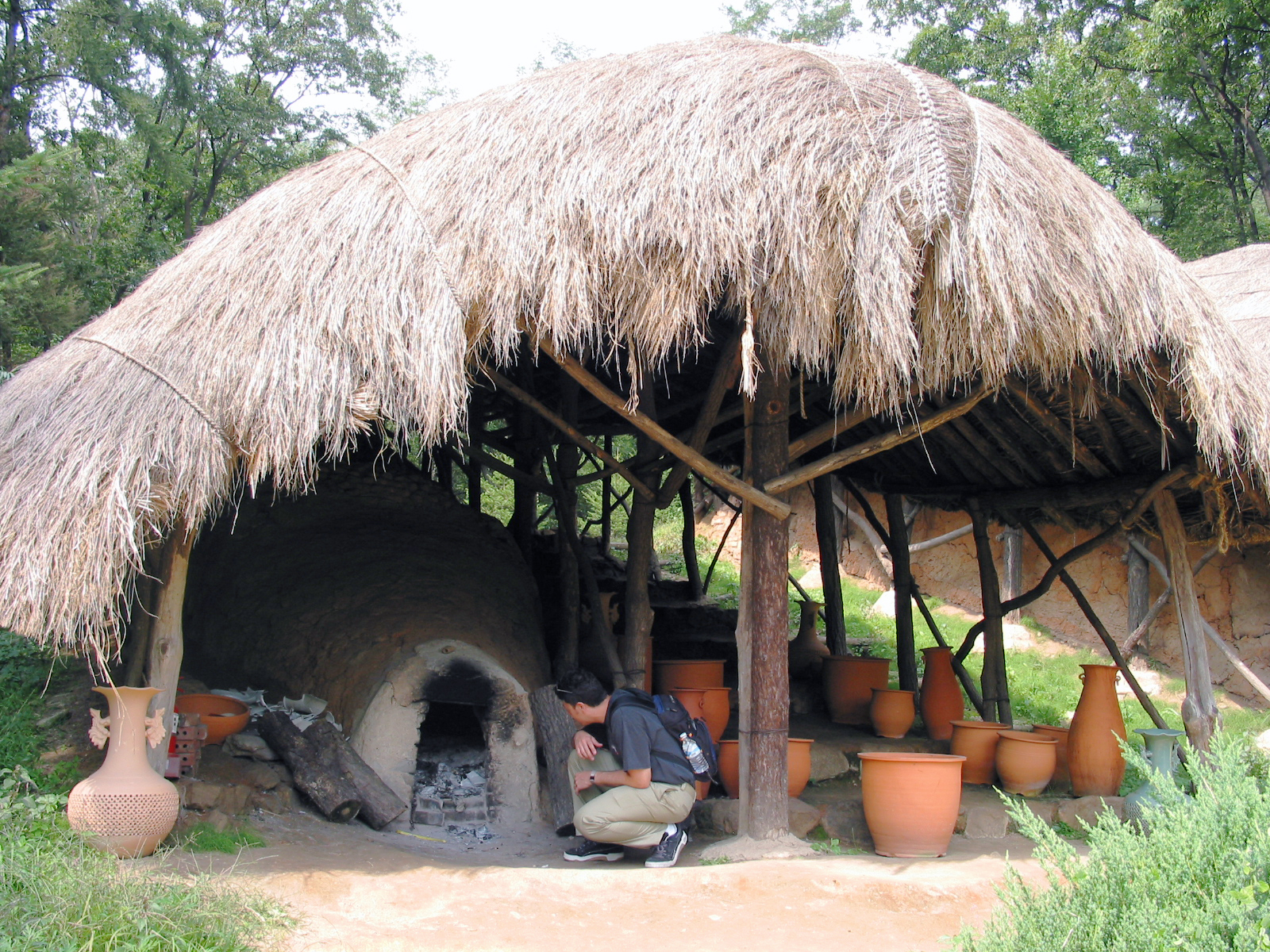
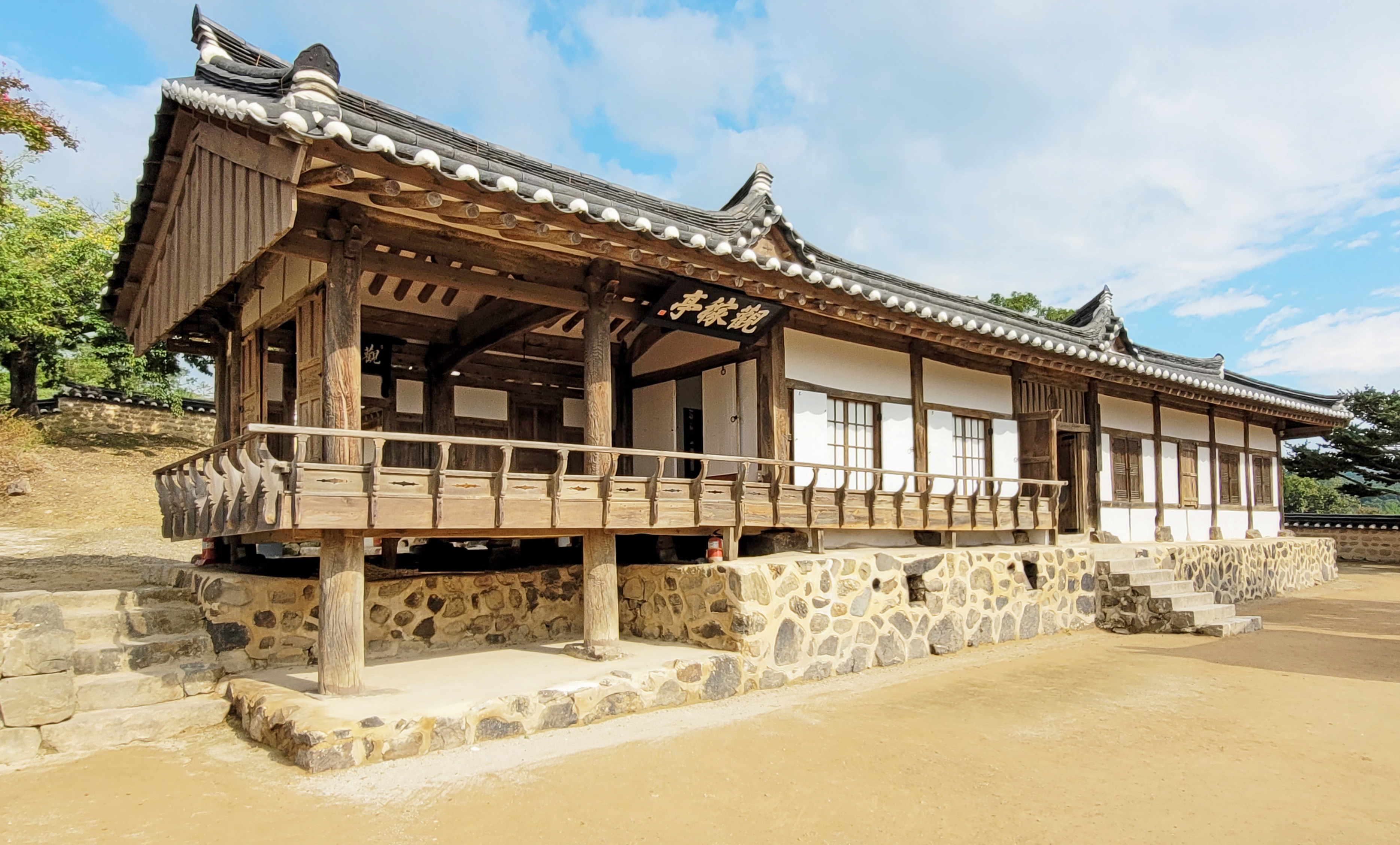
Maison Gwangajeong
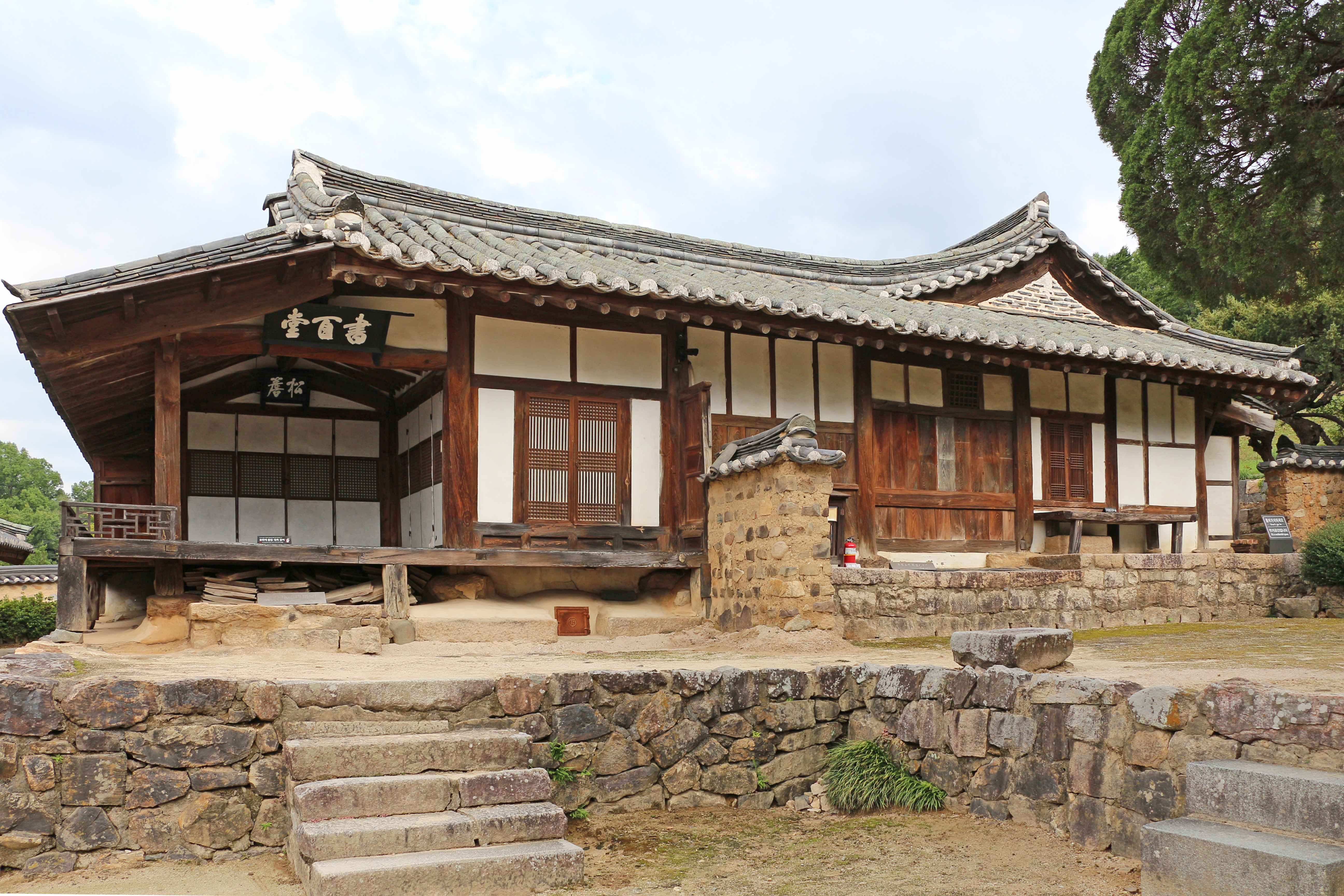
Maison Seobaekdang
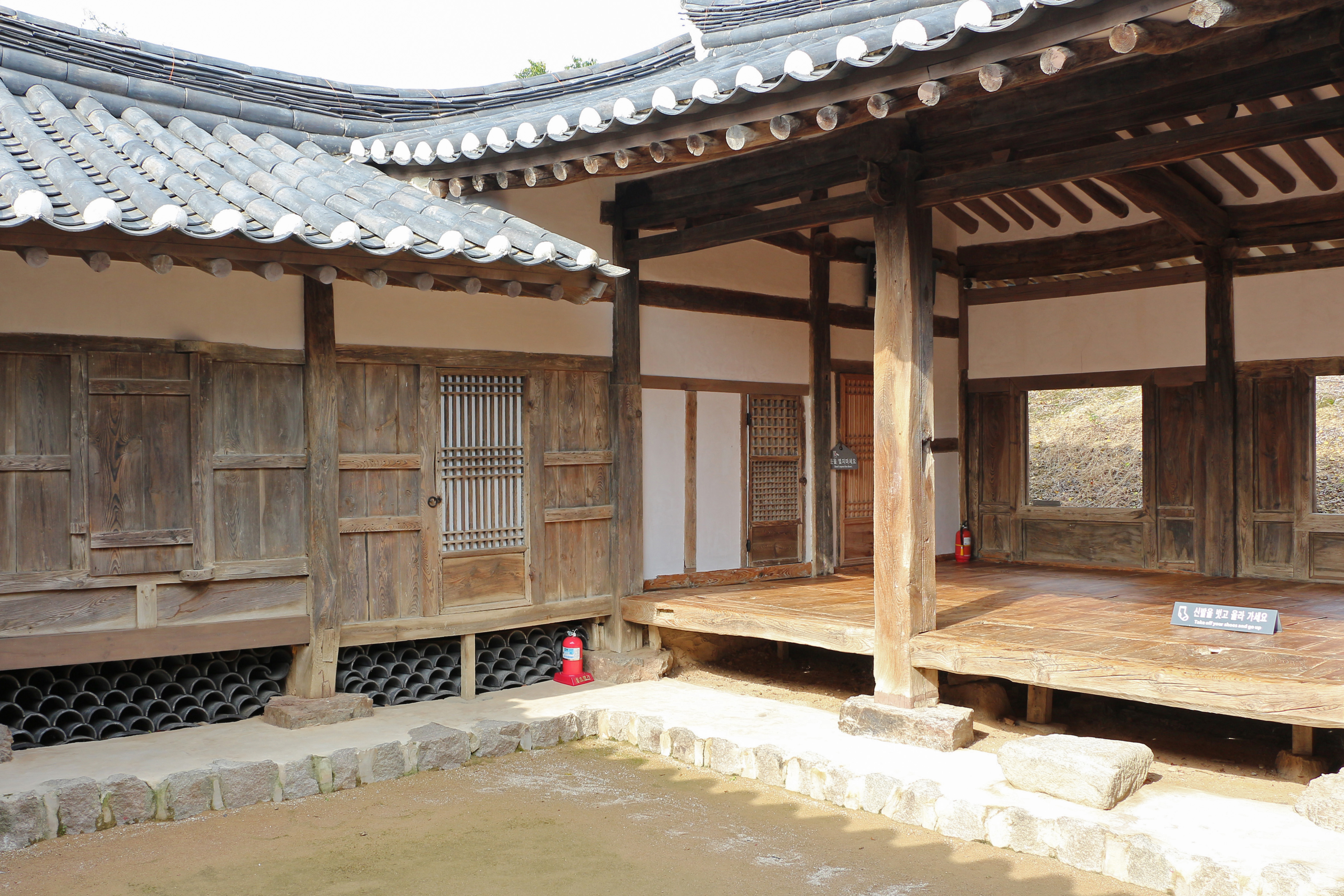
Cour intérieure d'une maison